# 업어치기
업어치기란, 유도의 손기술로서, 일반적으로 유도 하면 떠올리는 기술이다. 
업어치기는 대표적으로 한팔, 양팔 총 두개가 있다.

## 한팔업어치기
한팔업어치기는 상대의 한 팔로 업어치기를 하는 기술이다.
흔히 업어치기라고 하면 이 기술이며, 동작의 간단함으로 많이 쓰인다
대부분 이 기술이 많이 쓰이지만, 다른 버전인 양팔업어치기가 있다.